# Ascolias
Ascolias (de askos, odre) eran unas fiestas atenienses en honor de Baco
Se celebraban saltando en un pie sobre una piel de cabra hinchada y untada con aceite. El que caía era la risa de los circunstantes. Luego, se inmolaba una cabra como enemiga de Baco porque roe las cepas. Los romanos daban recompensas a los que salían victoriosos en esta clase de combates después de los cuales la multitud disfrazada y embadurnados los rostros, invocaba a Baco en versos obscenos y llevaban su estatua a los viñedos.